# Wolmer Araújo
Wolmer de Azevedo Araújo, mais conhecida como Wolmer Araújo (São Luís, 11 de agosto de 1977), é um político brasileiro filiado ao Solidariedade (SD).

## Biografia
Wolmer iniciou sua carreira política ao se candidatar pela primeira vez ao cargo de deputado federal pelo Maranhão nas eleições de 2014 pelo Partido Social Liberal (PSL), onde obteve 1.372 votos (aproximadamente 0,05% do total), não conseguindo ser eleito. Nas eleições estaduais de 2018, tentou novamente a vaga, desta vez pelo Partido Verde (PV), e obteve 64.619 votos (2,18% do total), o que não foi suficiente para sua eleição, mantendo-o na suplência.

Nas eleições estaduais de 2022, agora filiado ao Patriota, recebeu 43.249 votos (cerca de 1,21% do total), permanecendo na suplência em sua terceira tentativa para o cargo de deputado federal. Em dezembro de 2023, após uma articulação com o governador do Maranhão, Carlos Brandão, e a licença do deputado federal Júnior Marreca Filho (PRD), assumiu seu primeiro mandato como deputado federal; nesta mesma articulação, acabou se filiando ao Solidariedade. Permaneceu no cargo de deputado até abril de 2024.